# تونی مک‌گینس
تونی مک‌گینس(به انگلیسی: Tony McGuinness) یکی از اعضای گروه موسیقی اباو اند بیوند است.